# Eurytoma amborasahae
Eurytoma amborasahae är en stekelart som beskrevs av Jean Risbec 1952. Eurytoma amborasahae ingår i släktet Eurytoma och familjen kragglanssteklar.
Artens utbredningsområde är Madagaskar. Inga underarter finns listade i Catalogue of Life.